# Puisaye

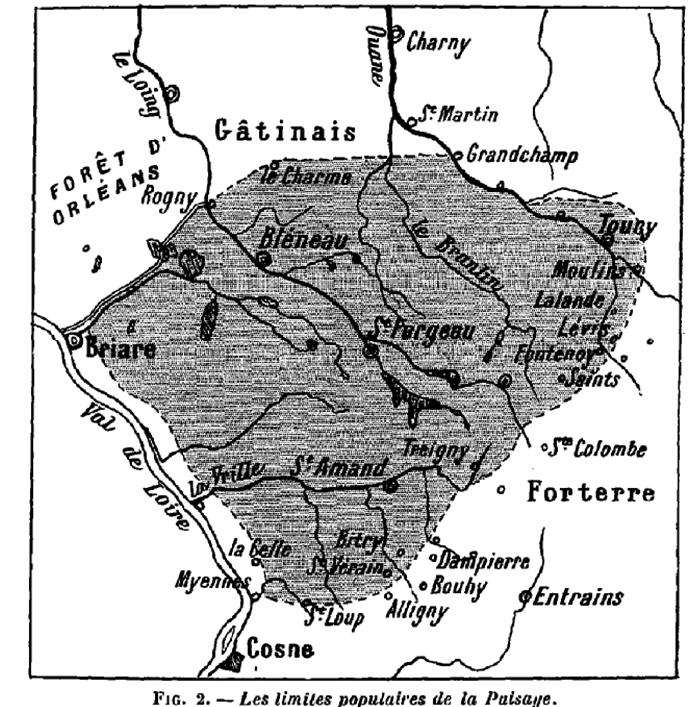
Límist del Puisaye

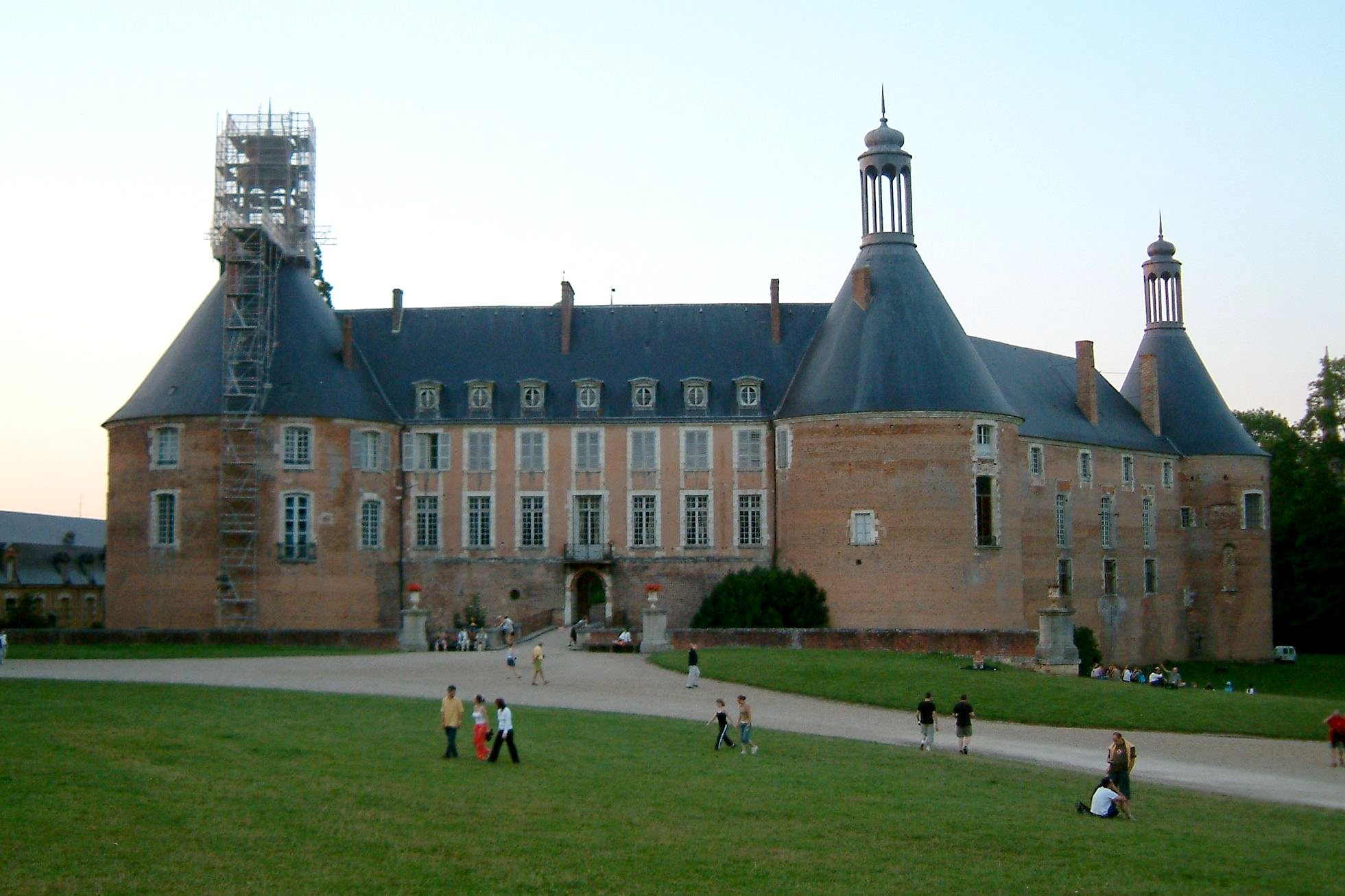
Castell de Saint-Fargeau

El Puisaye [pɥizɛ] és una regió natural o comarca de França als límits de l'Orleanès (Orleanesat), Nivernès o Nivernais, i Borgonya. El seu nom alternatiu és Poyaude i el gentilici és puisayens o poyaudins. És una regió de planes humides i verdes amb nombrosos boscos i estanys. El seu nom llatí fou Pusceia.
Mai fou una circumscripció administrativa o religiosa, ni en l'antiguitat, ni en el període feudal, ni modernament, però si fou una comarca tradicional i està descrita en diverses obres com a tal. Els seus límits són: al sud (al departament del Nièvre), una línia seguin Saint-Vérain, Dampierre-sous-Bouhy, Treigny, Sainte-Colombe-sur-Loing i Sougères; à l'est, Fontenoy, Lalande fins a l'Ouanne i Toucy; à l'oest, « entre Briare i Cosne, comença a 3 o 4 km del riu » o sigui Arquian, Thou, Dammarie-en-Puisaye i Batilly-en-Puisaye (al Loiret); i el límit nord va de Toucy, Grandchamp, Champignelles, Le Charme i Rogny-les-Sept-Écluses, entre Yonne i Loiret. El cantó de Charny al Yonne compren Saint-Martin-sur-Ouanne i Parly, que són generalment citades com a part de Puisaye a les obres datades després de 1945.
El 841 es va lliurar a la comarca la important batalla de Fontenoy-en-Puisaye. El 1285 els senyors del castell de Saint-Fargeau es van titular senyors de Puisaye.